# Horní Věstonice
Obec Horní Věstonice (německy Ober Wisternitz) se nachází v okrese Břeclav v Jihomoravském kraji. Žije zde 527 obyvatel. Jedná se o vinařskou obec v Mikulovské vinařské podoblasti (viniční tratě: Pod Martinkou, Pod Děvínem, U Venuše).

## Název
Základem jména vesnice bylo osobní jméno Věstoň, což nejspíš byla domácká podoba jména Dobrověst. Původní podoba Věstonici byla pojmenováním obyvatel vsi a znamenala "Věstoňovi lidé". Německé jméno vesnice vzniklo z českého. Přívlastek Horní, který vyjadřoval polohu vůči sousedním Dolním Věstonicím (ležícím níže), je doložen od první čtvrtiny 15. století.

## Historie
První písemná zmínka o obci pochází z roku 1414.

## Pamětihodnosti
- Kostel svaté Rozálie
- Boží muka
- Socha svatého Floriána
- Fara

## Galerie

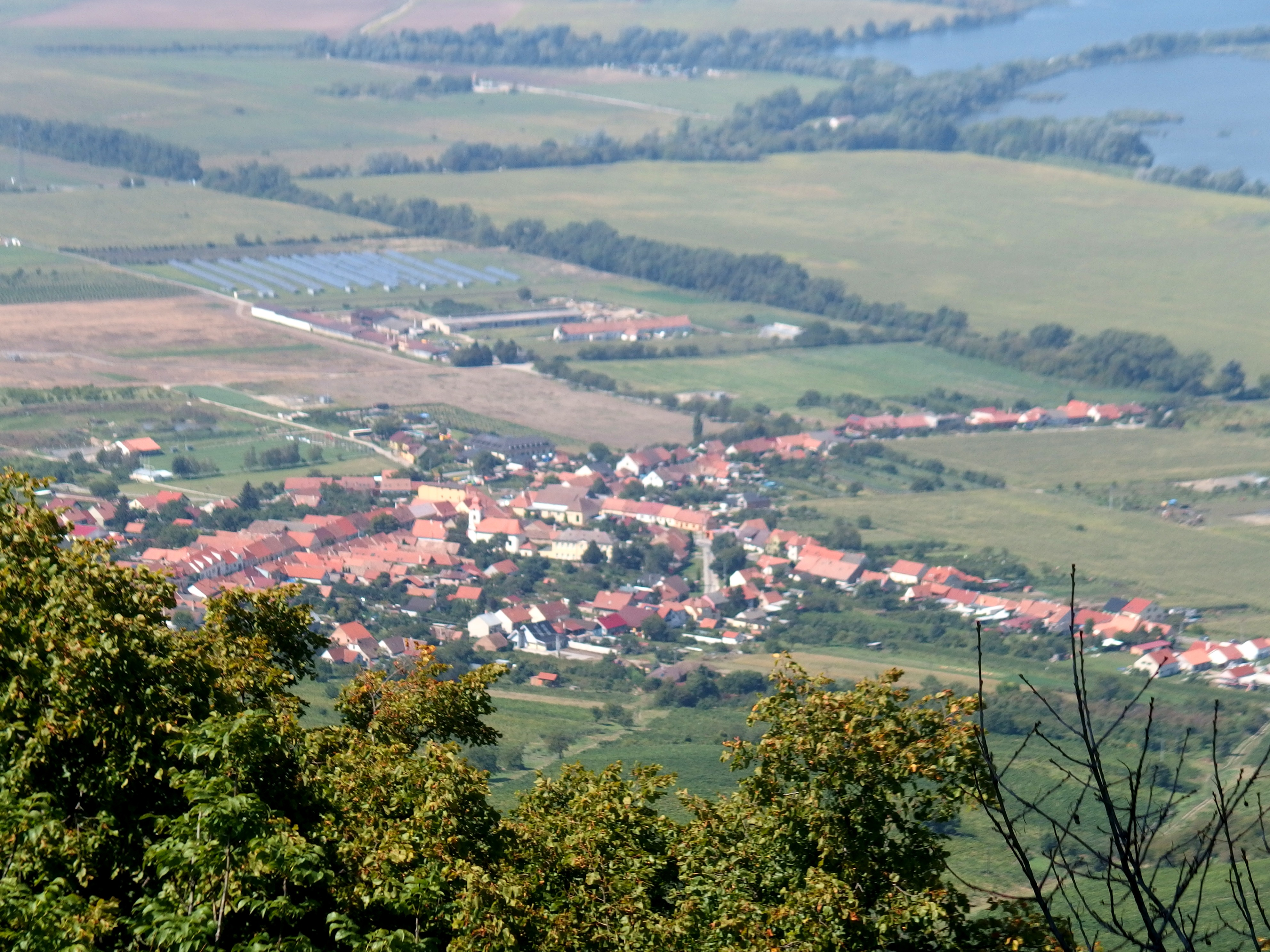
Pohled z Děvína
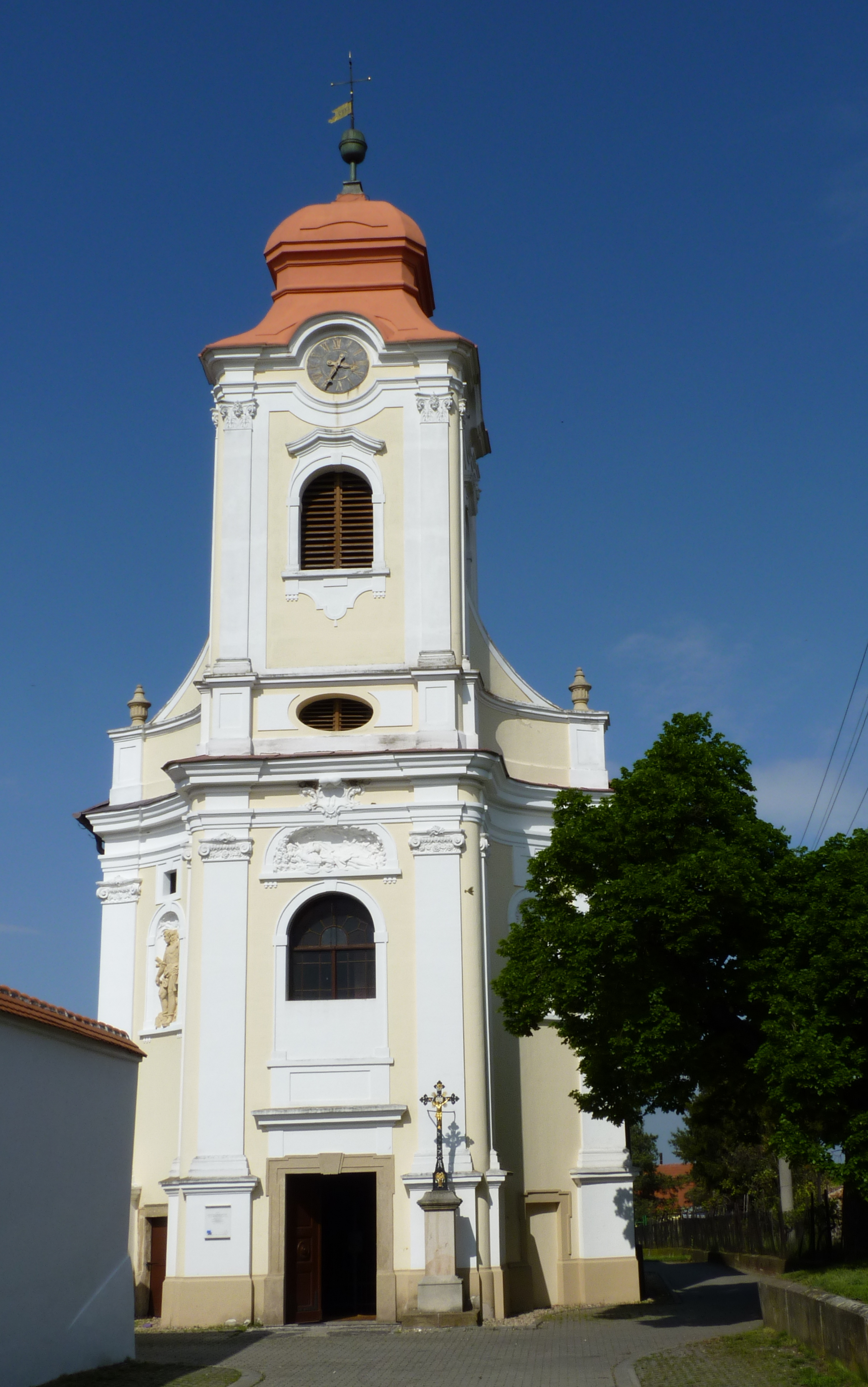
Kostel sv. Rozálie
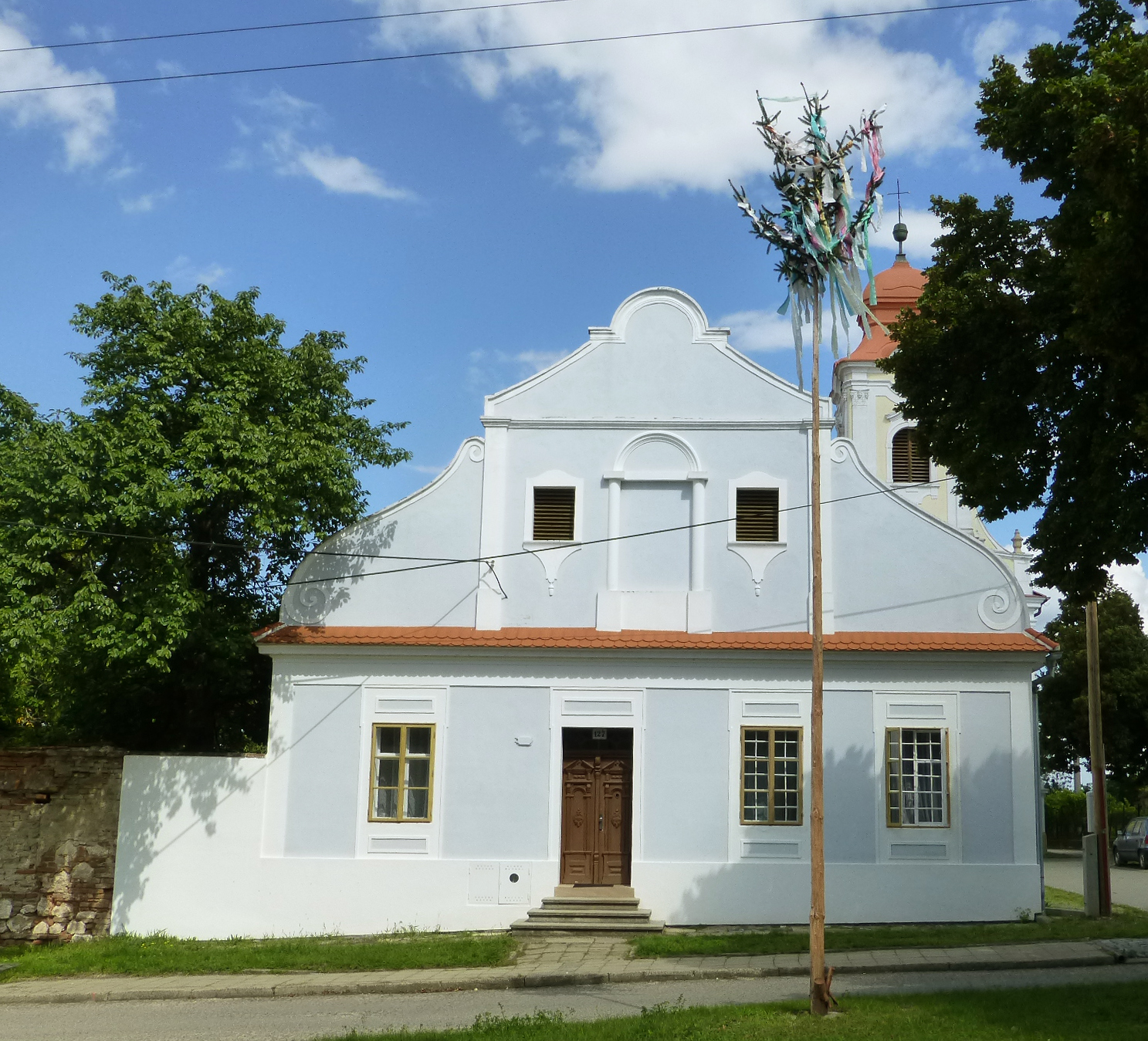
Fara
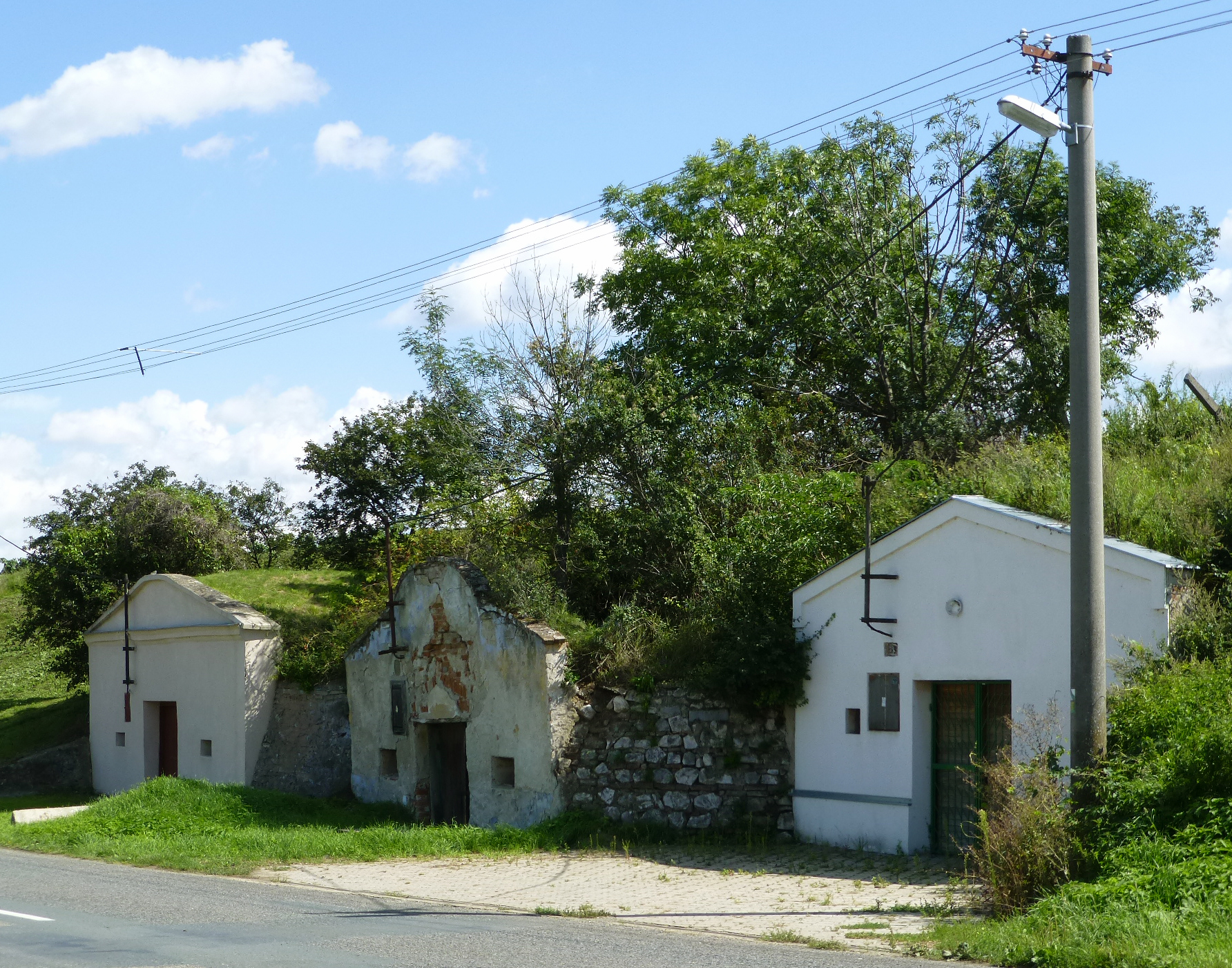
Sklepní ulička
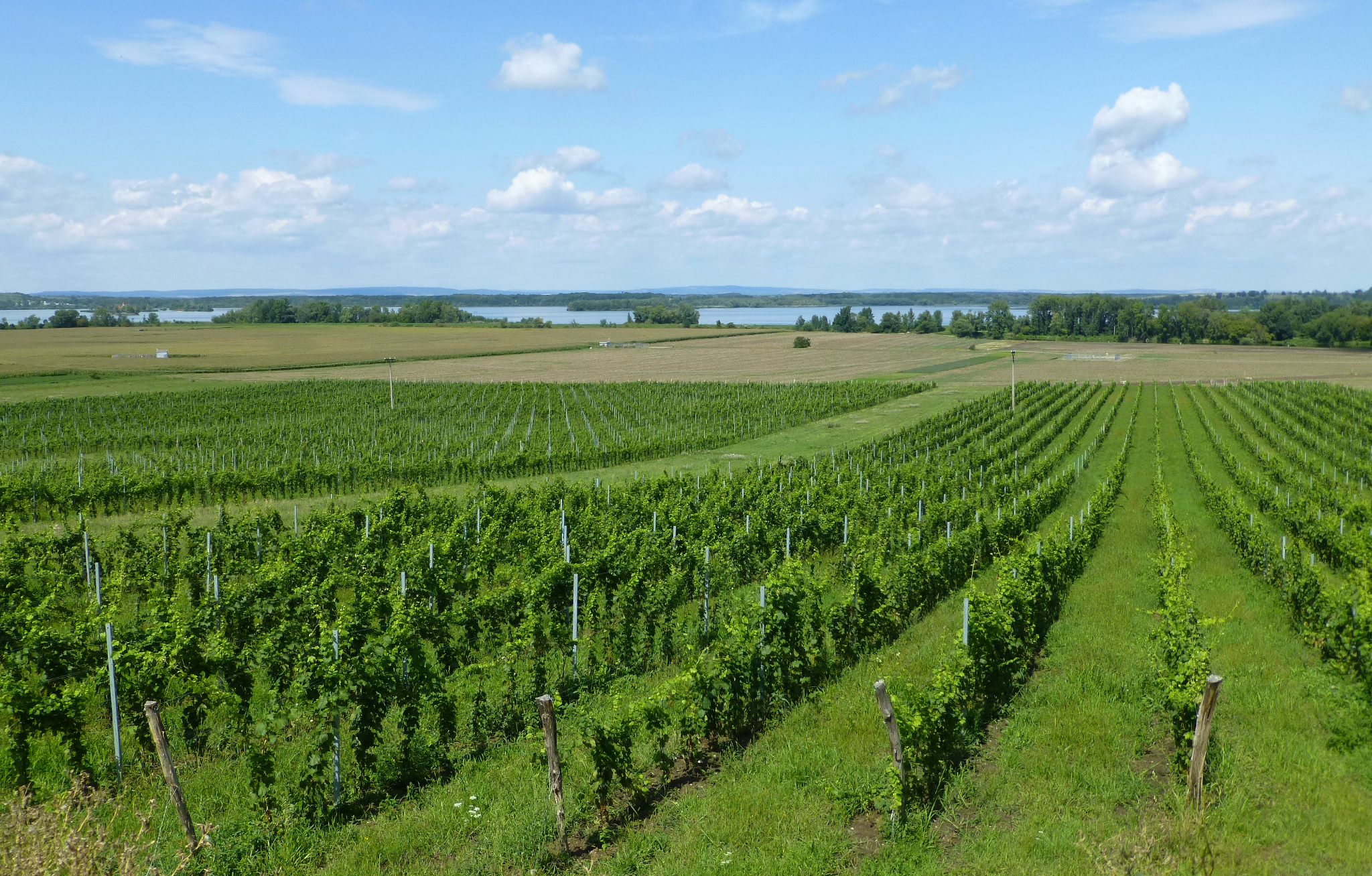
Vinohradyx;

## Osobnosti
- Benedikt Beigl (???–1907), lékař[6]
- Josef Beigl (1848–1893), vinař, obecní starosta, zemský poslanec[7]

## Počet obyvatel
| Sčítání lidu | Obyvatelé celkově | Národní příslušnost | Národní příslušnost | Národní příslušnost |
| Rok          | Obyvatelé celkově | Němci               | Češi                | jiné                |
| ------------ | ----------------- | ------------------- | ------------------- | ------------------- |
| 1793         | 630               |                     |                     |                     |
| 1836         | 725               |                     |                     |                     |
| 1869         | 755               |                     |                     |                     |
| 1880         | 782               | 782                 | 0                   | 0                   |
| 1890         | 834               | 834                 | 0                   | 0                   |
| 1900         | 782               | 781                 | 0                   | 1                   |
| 1910         | 770               | 770                 | 0                   | 0                   |
| 1921         | 734               | 703                 | 18                  | 13                  |
| 1930         | 738               | 717                 | 5                   | 16                  |
| 1939         | 709               |                     |                     |                     |